# 진설 사무라이 스피리츠 무사도열전
《진설 사무라이 스피리츠 무사도열전》는 SNK가 제작한 1997년 롤플레잉 비디오 게임이다. 격투 게임 시리즈 《사무라이 쇼다운》의 외전작으로, 자사의 가정용 게임기 네오지오 CD 외에 플레이스테이션 및 세가 새턴으로 출시됐다.
내용상 《사무라이 쇼다운 (1993)》과 《사무라이 쇼다운 II》 두 작품의 이야기를 재창작해 롤플레잉 게임으로서 제작한 것이 특징이다.

## 버전별 차이
네오지오 CD, 플레이스테이션 및 세가 새턴판은 전체적으로 내용이 비슷하나, 각자 독자적으로 실린 컨텐츠가 있다는 차이점이 있다.
- 네오지오 CD

시즈마루 히사메가 주인공인 세 번째 미니챕터가 존재하며, 타 SNK 게임의 등장인물들을 만날 수 있다.
- 플레이스테이션

《사무라이 쇼다운》 시리즈에 등장하는 출연진의 뒷이야기가 간략하게 실린 '사이드 스토리' 모드가 있다.
- 세가 새턴

각 인물에 대한 정보가 가상의 인터뷰를 하는 식으로 담긴 모드가 있다.

## 반응
일본 잡지 〈패미통〉에 따르면 네오지오 CD판의 경우 출시 첫 주에 20,256장 이상의 판매량을 기록했다.

## 내용주
1. ↑  일본어: 真説 サムライ スピリッツ 武士道烈伝